# 厚鰭圖麗魚
厚鰭圖麗魚為輻鰭魚綱鱸形目隆頭魚亞目慈鯛科的其中一種，分布於南美洲波利維亞的亞馬遜河、巴西及巴拉圭的巴拉圭河及秘魯Madre de Dios河流域，體長可達24公分，棲息在中底層水域，生活習性不明，可作為食用魚。